# Les Gras
Les Gras ist eine französische Gemeinde mit 804 Einwohnern (Stand: 1. Januar 2022) im Département Doubs in der Region Bourgogne-Franche-Comté.

## Geographie
Les Gras liegt als Dorf mit freistehender Bauweise auf 853 m, acht Kilometer südwestlich von Morteau und etwa 18 Kilometer nordöstlich der Stadt Pontarlier (Luftlinie). Das Dorf liegt im Jura, in einer Talweitung des Théverot im Kettensystem der Montagne du Larmont am Westfuß des Mont Châteleu, zwei Kilometer vor der Grenze zur Schweiz. Das Gemeindegebiet grenzt auf einer Länge von rund 7,7 Kilometern an den schweizerischen Kanton Neuenburg und dessen Gemeinde La Brévine. Es besteht ein offizieller Grenzübergang auf der Höhe von 1120 m. Das Gemeindegebiet gehört zum Regionalen Naturpark Doubs-Horloger.
Die Fläche des 14,99 km² großen Gemeindegebiets umfasst einen Abschnitt des französischen Juras. Der zentrale Teil des Gebietes wird vom Tal des Théverot eingenommen, der durch verschiedene Seitenbäche zahlreiche Zuflüsse erhält. Er entwässert das Gebiet nach Nordosten zum Doubs. Unterhalb des Dorfes tritt er durch eine Talenge, um danach die breite Niederung von Grand’Combe-Châteleu zu erreichen, deren südlicher Teil ebenfalls zu Les Gras gehört. Im Westen wird das Tal von den markanten Kalkfelswänden der Rochers du Cerf (1195 m) und ihren Ausläufern flankiert. Nach Süden erstreckt sich das Gemeindeareal über teils bewaldete, teils mit Weideland bestandene Höhen, die durch die Quellbäche des Théverot untergliedert sind, bis auf den langgezogenen Kamm der Montagne du Larmont, welcher das Tal des Théverot vom Vallée de la Brévine trennt. Die östliche Abgrenzung verläuft auf dem Bergrücken des Mont Châteleu, auf dem mit 1300 m die höchste Erhebung von Les Gras erreicht wird.
Zu Les Gras gehören neben dem eigentlichen Ort verschiedene Weiler und zahlreiche Einzelhöfe, darunter:
- Les Saules (805 m) in der Talenge des Théverot am Westfuß des Bois du Couard
- Le Rozet (983 m) am Westhang des Mont Châteleu
- Le Nid du Fol (1064 m) auf einem Geländevorsprung am Westhang des Mont Châteleu
- Le Grand Mont (1031 m) auf einem Sattel auf der Höhe der Montagne du Larmont
- Les Seignes (1055 m) in einer Mulde auf der Höhe der Montagne du Larmont

Nachbargemeinden von Les Gras sind Pays-de-Montbenoît im Westen, Grand'-Combe-Châteleu im Norden und Osten sowie die schweizerische Gemeinde La Brévine im Süden. Wie in der südlichen Nachbargemeinde, sind im Winter auch in Les Gras hohe Minustemperaturen keine Seltenheit.

## Geschichte
Das Gebiet von Les Gras wurde im 12. Jahrhundert von Mönchen des Cluniazenserpriorats von Morteau urbar gemacht. In der Folge gehörte Les Gras zur Herrschaft Morteau, die zunächst unter der Oberhoheit der Herren von Montfaucon, von 1325 bis 1507 unter derjenigen der Grafen von Neuenburg stand und danach der Franche-Comté angehörte. Im 16. Jahrhundert waren viele Einwohner in der Herstellung von Sensen und der Kupferverarbeitung beschäftigt. Zusammen mit der Franche-Comté gelangte das Dorf mit dem Frieden von Nimwegen 1678 an Frankreich.

## Sehenswürdigkeiten

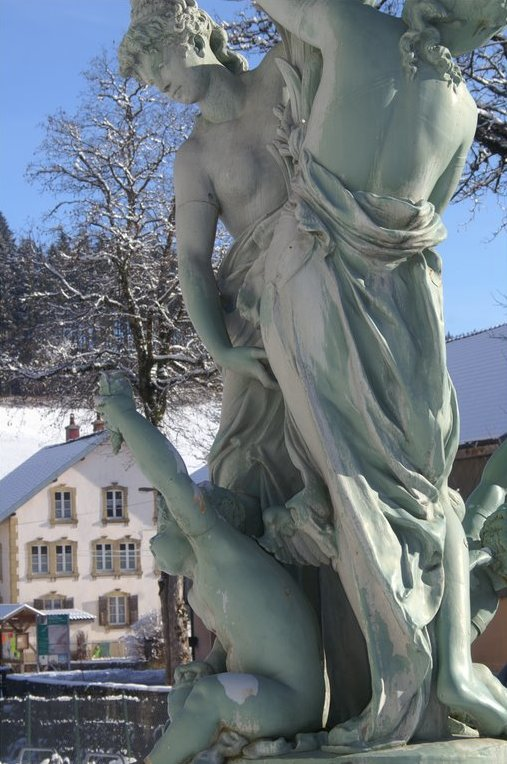
Brunnen in Les Gras

Die Dorfkirche von Les Gras stammt ursprünglich von 1578 und wurde später mehrfach restauriert und umgestaltet.

## Bevölkerung
| Jahr                       | 1962 | 1968 | 1975 | 1982 | 1990 | 1999 | 2008 | 2016 |
| Einwohner                  | 739  | 727  | 649  | 585  | 601  | 654  | 760  | 811  |
| Quellen: Cassini und INSEE |      |      |      |      |      |      |      |      |

Mit 804 Einwohnern (Stand 1. Januar 2022) gehört Les Gras zu den kleinen Gemeinden des Départements Doubs. Nachdem die Einwohnerzahl in der ersten Hälfte des 20. Jahrhunderts markant abgenommen hatte (1881 wurden noch 1024 Personen gezählt), wurde seit Beginn der 1990er Jahre wieder ein Bevölkerungswachstum verzeichnet.

## Wirtschaft und Infrastruktur
Les Gras war bis weit ins 20. Jahrhundert hinein ein vorwiegend durch die Landwirtschaft (Viehzucht und Milchwirtschaft) und die Forstwirtschaft geprägtes Dorf. Daneben gibt es heute verschiedene Betriebe des Kleingewerbes, vor allem in der Holzverarbeitung. Viele Erwerbstätige sind auch Wegpendler, die in den umliegenden größeren Ortschaften ihrer Arbeit nachgehen.
Die Ortschaft liegt zwar abseits der größeren Durchgangsstraßen, aber an einer Départementsstraße, die von Grand'Combe-Châteleu nach Les Alliés führt. Eine weitere Straßenverbindung besteht mit Les Taillères im Vallée de la Brévine (Schweiz).